# Прапор Республіки Конго
Прапор Республіки Конго — один з офіційних символів держави Республіка Конго.

## Опис та символіка
Пропорції: 2:3. Прапор складається із трьох кольорів, а саме з двох прямокутних трикутників зеленого і червоного кольорів, розділених по діагоналі жовтою смугою (т. зв. панафриканські кольори). Відмінною особливістю прапора (від інших панафриканських прапорів) є діагональне розташування смуг. Стосовно кольорів на прапорі, то вони символізують:
- зелений — мир та природу;
- жовтий — природні багатства і надію на краще майбутнє;
- червоний — незалежність та гідність людини.

## Історія
Прапор було прийнято 18 серпня 1958. Потім, під час існування Народної Республіки Конго у Браззавілі з 1970 по 1991 рр. його було замінено на інший (основним і єдиним кольором був червоний).

Знову відновлений 10 червня 1991 р.